# Funicular de Larreineta
Funicular de Larreineta (auch bekannt als Funicular de Trapagaran) ist eine Standseilbahn in Valle de Trápaga-Trapagaran im spanischen Baskenland rund 15 Kilometer nordwestlich von Bilbao.

## Geschichte
Die im September 1926 eröffnete Standseilbahn diente in den Gründerjahren dem Materialtransport der Eisenerz-Mine von La Arboleda und wurde erst später für den reinen Personenverkehr umgebaut. Die alten Wagen befinden sich im baskischen Eisenbahnmuseum von Azpeitia.
Die einspurige Standseilbahn mit Ausweichstelle und einer Spurweite von 1200 mm hat eine Länge von 1198 Metern mit einem Höhenunterschied von 342 Metern. Der Drehstrom-Asynchronmotor mit einer Leistung von 150 PS treibt über ein Getriebe die rund 7000 Kilogramm schwere Treibscheibe für das Drahtseil mit einem Durchmesser von 34 Millimeter an. Die Fördermaschinenanlage wurde vom Schweizer Unternehmen Gesellschaft der Ludw. von Roll’schen Eisenwerke A.G. geliefert, die elektrische Ausrüstung mit dem Antriebsmotor für eine Betriebsspannung von 450 Volt lieferte  BBC zu. Die heutigen zwei Wagen sind für 80 Personen  mit einer Gesamtmasse von 10,3 Tonnen zugelassen und wurden vom spanischen Nutzfahrzeughersteller „IRIZAR“ hergestellt.
Escontrilla ist die Talstation. Die ansonsten geradlinig geführte Strecke beschreibt im oberen Streckenteil vor der Bergstation Larreineta einen Rechtsbogen. Betreiber ist das Eisenbahnunternehmen Ferrocarriles Vascos, S.A. (Euskotren).  Im Jahr 1994 wurden auf Beschluss der Verwaltung von EuskoTren die Strecke saniert, die Fahrzeuge überholt und in der blauen Firmenfarbe lackiert. Die Beförderungsanzahl liegt jährlich bei rund 100.000 Fahrgästen.
Seit 2014 ist die Standseilbahn denkmalgeschützt.

## Verkehrsanbindung
An der Talstation befindet sich eine Bushaltestelle der Busunternehmen Bizkaibus und CuadraBus, die im Pendelverkehr die näheren Orte bedienen.
- CuadraBus (Lanzadera)

| Linie | Linie                    | Takt | Stationen               |
| ----- | ------------------------ | ---- | ----------------------- |
| A2220 | La Reineta – La Arboleda | 30'  | La Reineta, La Arboleda |

weiterführende Buslinie
- Bizkaibus

| Linie | Linie                                      | Takt | Route                                          |
| ----- | ------------------------------------------ | ---- | ---------------------------------------------- |
| A3141 | Cruces – Bagatza – Funicular de Trapagaran | 30'  | Valle de Trápaga, Baracaldo                    |
| A3332 | Funicular de Trapagaran – Santurtzi        | 30'  | Valle de Trápaga, Portugalete, Santurce (Park) |